# Harlesden
Harlesden est un quartier de Londres, situé dans le district de Brent, au nord-ouest de la ville. Il est connu pour être le quartier du reggae londonien et un quartier assez dangereux.
Ce site est desservi par les stations de métro Harlesden et Willesden Junction.

## L'Histoire d'Harlesden
Harlesden n'était qu'un village, et a commencé à se développer avec l'arrivée des voies ferrées. Avec le temps, le public surnomma Harlesden 'Le Bronx de Londres', à cause de la population des SDF car c'est un quartier un peu pauvre.
Peu à peu, Harlesden s'est transformé, et devenu maintenant très multiculturel. À la fin des années 1980, Harlesden est devenu assez riche, avec les prix de l'immobilier à 600 000 livres.